# Lenda Muhlenberg

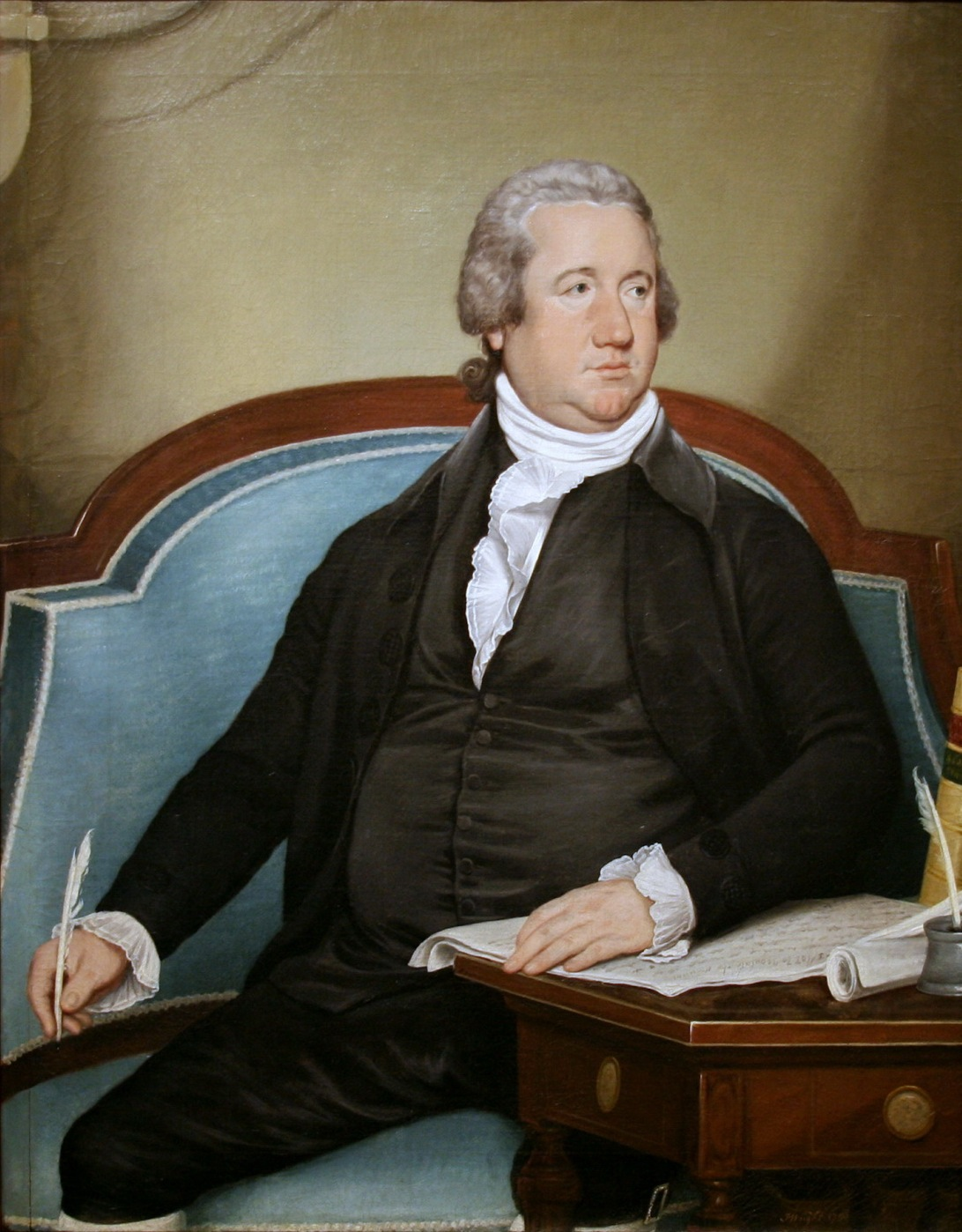
Frederick Muhlenberg, Presidente da Câmara dos Representantes dos Estados Unidos, não lançou nenhum voto decisivo em 1794, 1776 ou em qualquer outro ano para evitar que o alemão se tornasse a língua oficial dos Estados Unidos

A lenda Muhlenberg é uma lenda urbana dos Estados Unidos e da Alemanha. Conforme a lenda, um único voto de Frederick Muhlenberg, o primeiro Presidente da Câmara dos Representantes dos Estados Unidos ("speaker"), evitou que o alemão se tornasse a língua oficial dos Estados Unidos.

## Base da lenda
O cerne por trás dessa lenda foi uma votação na Câmara dos Representantes dos Estados Unidos em 1794, quando um grupo de imigrantes alemães pediu a tradução de algumas leis para o alemão. Essa petição, sim, foi rejeitada por 42 a 41 votos e Muhlenberg (descendente de alemães, que se absteve desse voto em particular) mais tarde teria dito: "quanto mais rápido os alemães se tornarem americanos, melhor".

## Língua oficial
Os Estados Unidos não tinham uma língua oficial por estatuto até março de 2025; o inglês era, até então, usado de facto devido à condição de língua predominante do país. Vários estados têm leis próprias de língua oficial.

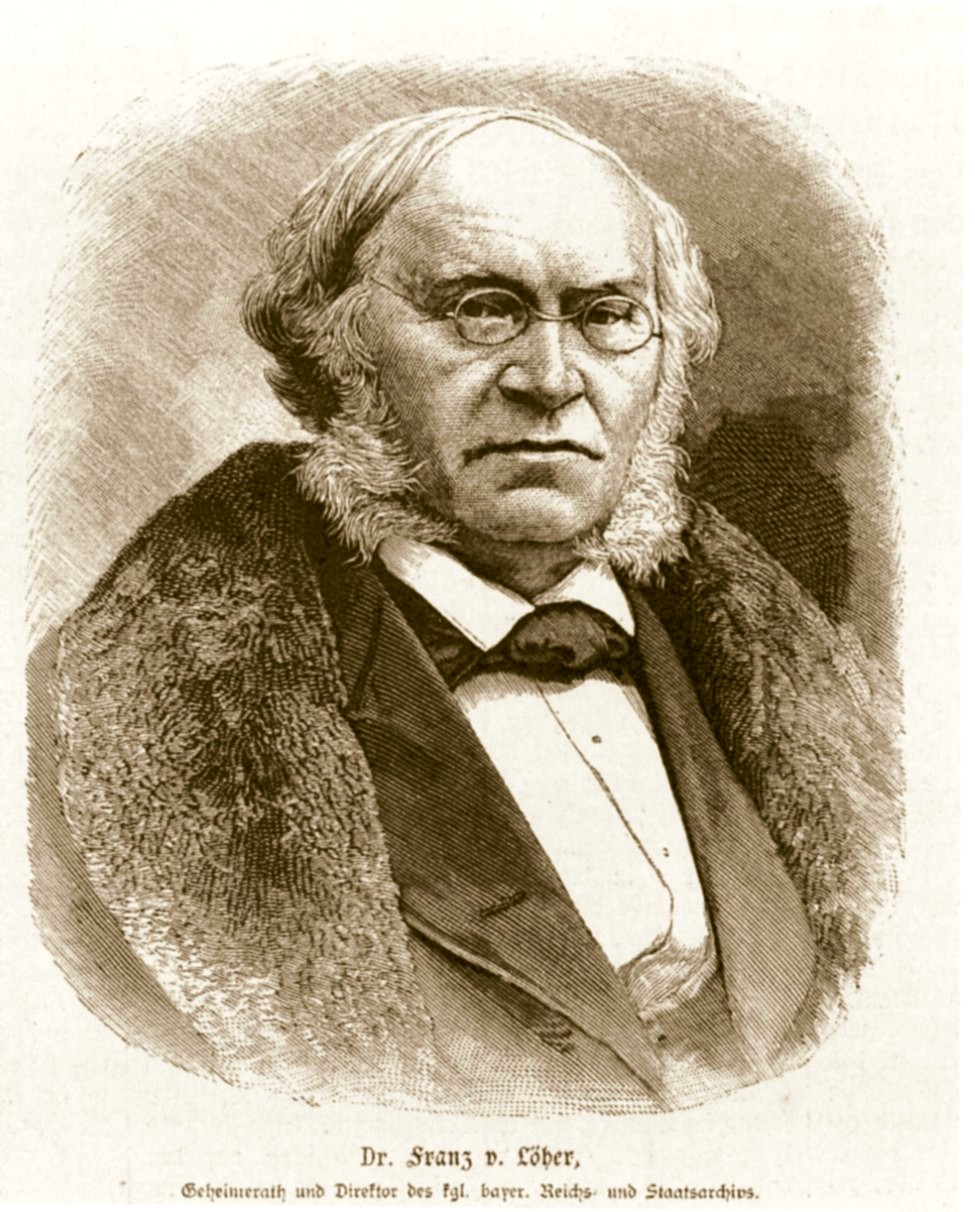
Franz Löher, cujo livro alemão de 1847 incluía uma antiga versão da história

## História
A lenda tem uma longa história e levou a uma série de análises e artigos publicados a partir do final dos anos 1920 até o início dos anos 1950 explicando por que a história não era verdadeira. A história foi apelidada de "lenda Muhlenberg" por volta do final dos anos 1940. No entanto, a lenda persite.
Em 1987, por exemplo, uma carta de um ex-funcionário eleitoral no Missouri enfatizou a importância do voto em uma coluna de Ann Landers. Ela incluiu uma lista de votações cujo resultado seria outro se não fosse por um voto. No seu manual de eleição local, ela escreveu: "em 1776, um voto deu à América o idioma inglês em vez de alemão". O ocorrido levou a uma nova onda de notícias denunciando o mito. Alheia a correções deste tipo, Ann Landers insistiu na mesma lista em novembro de 1996. As respostas consternadas fizeram com que Landers esclarecesse o assunto em uma coluna posterior. Um leitor da coluna, o qual implorou a Landers para "jogar fora essas peças de ficção onde quer que as encontrasse", observou que a lenda começou a ganhar força na década de 1930 devido ao trabalho dos propagandistas nazistas.
Outra versão do mito, que diz que o voto foi em 1774 no Continental Congress, apareceu em Ripley's Believe It or Not! no início dos anos 1930. Ripley também incluiu o mito num livro de 1982. A versão de Ripley credita a história a uma suposta carta de Heinrich Melchior Muhlenberg publicada em Halle an der Saale em 1887.
Outras fontes creditam o alemão Franz von Löher como o criador da lenda. Ele visitou os Estados Unidos e publicou o livro Geschichte und Zustände der Deutschen in Amerika (História e realizações dos alemães na América) em 1847. Loher queria que o alemão se tornasse a língua oficial da Pensilvânia e não de todo o território americano. (À época, Filadélfia era sede do congresso e a capital da Pensilvânia). Para confundir ainda mais a  história, Muhlenburg serviu como presidente da “Pennsylvania” House antes de ocupar esse cargo no Congresso dos Estados Unidos. Segundo Loher, a votação ficou empatada e Muhlenberg votou no inglês no desempate.